# X-Treme Close-Up
X-Treme Close-Up è un video del gruppo hard rock/glam rock statunitense dei Kiss, pubblicato il 18 agosto 1992 per l'etichetta PolyGram.
Si tratta di un documentario contenente interviste agli allora componenti del gruppo (Gene Simmons, Paul Stanley, Eric Singer e Bruce Kulick), fotografie, spezzoni di filmati d'epoca (esibizioni live, spot sui gadget in vendita con il marchio Kiss) e videoclips.
Il video è stato premiato con il disco d'oro il 23 ottobre 1992 e con il disco di platino il 6 giugno 1995.